# Ľubomír Belás
Ľubomír Belás (9. července 1957 Považská Bystrica – 30. března 2022, Prešov) byl slovenský filozof a vysokoškolský pedagog, bývalý vedoucí Institutu filozofie Filozofické fakulty Prešovské univerzity v Prešově. Spolu s Vladimírem Leškem, Františkem Mihinom, Rudolfem Dupkalom, Olgou Sisákovou je spoluautorem úspěšné knihy Dějiny filozofie, která se dočkala až čtyř reedic.
Jeho výzkumné zaměření tvoří filozofie dějin (Kantova filozofie člověka a dějin v kontextu iniciativ myšlení 18. století), sociální filosofie, politická filozofie a dějiny filozofie (renesanční a novověká filozofie, současné reflexe osvícenské filozofie, politická filosofie Immanuela Kanta, Niccola Michiavelliho, J. J. Rousseaua, Thomase Hobbese, Davida Huma).

## Život
V letech 1976–1981 studoval na Filosofické fakultě UPJŠ (učitelství všeobecně vzdělávacích předmětů, občanská nauka, filosofie, vědecký ateismus), kde dále působil jako asistent, od roku 1984 jako odborný asistent.
V roce 1995 mu byl na Filosofické fakultě Univerzity Komenského v Bratislavě udělen titul CSc. (kandidátská disertační práce Filozofie dějin Immanuela Kanta).
V roce 1999 získal na Filosofické fakultě Prešovské Univerzity, vědeckou hodnost docenta v oboru dějiny filozofie (habilitační práce Dějinný rozměr filozofie osvícenství) a v roce 2012 profesora v oboru systematické filozofie (inaugurační přednáška Kantova filozofie kultury a fenomén multikulturalismu).

## Citáty
| „ | Pokud se ještě nedávno supervelmoci z propagandisticko-politických důvodů předháněli ve svých tzv. mírových iniciativách, dnes je hodnota míru mimo rámec všeobecné pozornosti. Nemluví se o něm, nediskutuje se o něm. V současnosti jsou jako hodnotová božstva prosazovány svoboda, demokracie, lidská práva, fungující trh. Na tom by nebolo nic špatného, kdyby si jejich interpretaci neuzurpovalo jedno mocenské centrum. A to je právě jedna z velkých běd naší vyspělé atlanticko-evropské civilizace. Dnešní zkušenost nám říká v tomto směru cosi hluboce znepokojující. | “ |
| — Ľ. Belás: Problém mieru v kontexte Kantovej filozofie dejín. Filozofia, 2001, roč. 56, č. 2, s. 75–81 | |   |

| „ | Já jsem kdysi kupoval deník SME, přestal jsem ho číst, protože Šimečka obdivoval chirurgickou přesnost střel nad Bělehradem. S tím, že byli tak přesní, že trefili čínské velvyslanectví, porodnici, rádio, televizi ... to co se nazývalo transformace ... skončilo "humanitárním bombardováním Jugoslávie. | “ |
| — Ľ. Belás: Ne(zodpovednosť) politikov v kontexte dynamiky sociálno-politických procesov. In: Youtube (https://www.youtube.com/watch?v=0GQO-LYyvXU) | |   |

| „ | Kantovy úvahy o občanské společnosti implicitně obsahují v sobě ideu, podle níž představuje nezbytné médium, jehož prostřednictvím je možná nejen kultivace, civilizace, ale především naplňování požadavky postupující (i když, pravda, jen pomalu) moralizácie bytosti disponována tak rozumem, jako i přirozenými vlohami. ... Potřeba uzavření nové společenské smlouvy je za současné situace naléhavá. To je ten fundamentální aspekt Kantových sociálně-filozofických úvah, neboť jak tento výrazně humanisticky orientovaný myslitel napsal, člověk je prostřednictvím svého rozumu určený být ve společnosti s lidmi a v ní se přes umění a vědy kultivovat, civilizovat anapokon i moralizovat | “ |
| — Ľ. Belás: Od obcianskej spolocnosti a politického spolocenstva k morálnemu celku. Ku Kantovým sociálno-teoretickým názorom. In: Kantiana 2/2012 | |   |

| „ | Není to etický traktát nebo příručka politických ctností. Jeho teorie pouze popisuje a analyzuje to, na čem je vše - spojené s politickou mocí - postavené. S jistou dávkou abstrakce lze říci, že Vladař popisuje s naprostou indiferencí cesty a prostředky, kterými se nabývá a upevňuje politická moc. O správném či nesprávném použití této moci neříká nic. | “ |
| — Ľ. Belás o Machiavellim In: Machiavelli a doba renesancie. Filozofia, 2003, roč. 58, č. 3, s. 181–187. | |   |

| „                                                                                   | Kolem roku 1800 se však ukazuje, že všechno to, co bylo řečeno v rámci intenzivní veřejné diskuse realizované v německé filozofující kultuře, dokládá ten důležitý fakt, že zde nedošlo ke shodě v otázce historického zařazení osvícenství. Představy o jeho časovém rozprostírání jsou tak rozdílné, že sahají od jeho přijetí jako virulentního hnutí, pohybu ve všech fázích a kulturách (Herder) přes naznačování jeho očekávaného konce (Engel) až po právě tak sebauvedomené jako kritické pojetí, podle něhož doba osvícenství až teď skutečně přichází (Kant); končí se názorem, že vlastní, totiž univerzální osvícenství spočívá v klíně budoucnosti (F. Schlegel). | “ |
| — Ľ. Belás: Kant a Hegel o osvietenstve. Filozofia, 2009, roč. 64, č. 6, s. 584–591 | |   |

| „                                                                                       | Světoobčanské právo má být u Kanta omezeno na podmínky obecné hospitality. Kant připomíná, že není řeč o filantropii. Právo hospitality (pohostinnost) znamená "právo cizince, aby druhý nezacházel s ním nepřátelsky, když kvůli jinému vstoupil na jeho území. Může ho odmítnout, pokud to nebude znamenat jeho záhubu, dokud se však na jeho území zpráva přátelsky, nesmí být vůči němu nepřátelský." V každém případě, upozorňuje Kant, si však cizinec nemůže nárokovat hosťovské právo (to by vyžadovalo zvláštní dobročinnou smlouvu - aby se stal na čas členem domácnosti). No podle něj si může nárokovat "návštěvnické právo, které opravňuje všechny lidi nabídnout do společnosti na základě práva na společné vlastnictví zemského povrchu, na kterém se jako na kulové ploše nemohou rozptýlit donekonečna, ale nakonec se přece jen musí trpět vedle sebe, neboť původně nikdo nemá větší právo být na nějakém místě Země než druhý. | “ |
| — Ľ. Belás: Kantova filozofia kultúry a fenomén multikulturalizmu. In: Kantiana, 1/2012 | |   |

| „ | Význam filozofie dejín v celom kontexte Kantovej filozofie dejín je potrebné vidieť v tom, že odhaľuje to špecificky ľudské, čo tvorí dôstojnosť a vlastnú vnútornú hodnotu ľudskosti, a dokladá, že vďačí za svoj vývoj sebe samému a prírode . To znamená. Že v sebe zahŕňa aktivitu a seba formovanie človeka, ako svoj hlavný princíp. Jej dôležitým aspektom je problematika pokroku, ktorý sa vzťahuje len na ľudský rod, na rozdiel od J.J. Rousseaua. Nachádzame tu aj prehodnotenie zla, ktoré spolu s núdzou predstavuje hybnú silu historického diania. Je zdrojom motivácie k novému napätiu síl a tým aj k rozvoju vrodených vlôh človeka. | “ |
| — Ľubomír Belás: Súčasný civilizačný kontext – príležitosť sociálneho kriticizmu z aspektu dôsledkov transformácie po roku 1989. In: Svet v bode obratu: o protirečivosti vývoja civilizácie v 20. a na začiatku 21. storočia (Peter Dinuš, František Novosád, Richard Sťahel). Bratislava: Veda, vydavateľstvo Slovenskej akadémie vied, 2019. ISBN 978-80-224-1768-6, s. 92–106. | |   |

| „ | V tradícii klasického liberalizmu, ktorý nepoznal také obrovské rozdiely, majetková nerovnosť bola zlučiteľná s ideou, že bohatí a chudobní sú súčasťou toho istého politického spoločenstva, ktoré možno spravovať podľa princípov rovnosti a slobody. Vo svete, kde sa bohatí skrývajú v ohradených a strážených komunitách a kde sú z chudobných „nadbytoční“, je to neudržateľná idea.“ Oblasť sociálna, v ktorom jeden objavuje a akceptuje druhého v jeho ľudskej dôstojnosti, sa tak stáva pomaly ale isto, minulosťou… Ale to je taká už zdanlivo prežitá len filozofická hodnota. Dnes ide skôr o deštrukciu sociálneho štátu. | “ |
| — Ľubomír Belás: Súčasný civilizačný kontext – príležitosť sociálneho kriticizmu z aspektu dôsledkov transformácie po roku 1989. In: Svet v bode obratu: o protirečivosti vývoja civilizácie v 20. a na začiatku 21. storočia (Peter Dinuš, František Novosád, Richard Sťahel). Bratislava: Veda, vydavateľstvo Slovenskej akadémie vied, 2019. ISBN 978-80-224-1768-6, s. 92–106. | |   |

| „ | Pokiaľ sa v širších súvislostiach analyzuje spoločenská situácia, ktorú možno precizovať nerovnomerným rozdeľovaním statkov a poskytovaním služieb, potom je dôležité uviesť ako základnú príčinu tohto stavu, obrovské majetkové rozdiely v globalizovanom svete. Jeden údaj hovorí, že zhruba 8 % ľudí vlastní 80 % svetového majetku. Nechcem sa púšťať do analýzy ekonomických súvislosti a parametrov. Chcem sa pokúsiť o niečo iné. Ak sa bavíme o súčasnom tvrdom kapitalizme neoliberálneho typu, potom sa treba spýtať na ten „demokratický“ kapitalizmus blahobytu, ku ktorému sme boli našimi „politickými elitami“ vedení. | “ |
| — Ľubomír Belás: Súčasný civilizačný kontext – príležitosť sociálneho kriticizmu z aspektu dôsledkov transformácie po roku 1989. In: Svet v bode obratu: o protirečivosti vývoja civilizácie v 20. a na začiatku 21. storočia (Peter Dinuš, František Novosád, Richard Sťahel). Bratislava: Veda, vydavateľstvo Slovenskej akadémie vied, 2019. ISBN 978-80-224-1768-6, s. 92–106. | |   |

## Dílo
Soustavně se věnuje Kantovský problematice a je úspěšným řešitelem několika grantových projektů VEGA, jako např. Filozofické dědictví I. Kanta a současnost (2004–2006); Filozofické dědictví I. Kanta a současnost II. (2007–2009); Filozofické dědictví I. Kanta a současnost III. (2010–2011); Filozofické dědictví I. Kanta a současnost IV. Philosophia et res publica (2012–2014) a Kantovy ideje rozumu a současný svět (2015–2017).

### Knihy
- Kant a Machiavelli : historicko-filozofická analýza a komparácia. Prešov: Prešovská univerzita v Prešove, Filozofická fakulta, 2013. ISBN 978-80-555-0911-2.
- Dejiny filozofie. Vybrané postavy a problémy III.: Bacon, Hobbes. Prešov, 2014. ISBN 978-80-8165-054-3.
- Dejiny filozofie. Vybrané postavy a problémy II.: Descartes, Locke. Prešov, 2013. ISBN 978-80-89568-96-3.
- Dejiny filozofie. Vybrané postavy a problémy I.: Machiavelli, Rousseau, Kant. Prešov, 2011. ISBN 978-80-970485-6-3.
- Kantova filozofia v kontexte teórie historicko-filozofického procesu. Prešov: Filozofická fakulta PU v Prešove, Prešov, 2010. ISBN 978-80-555-0173-4.
- Machiavelli dnes (Politický, komunikatívny a sociálno-etický rozmer diela). Prešov, 2007. ISBN 978-80-8068-629-1.
- Dejiny a politika (Príspevok ku Kantovmu filozofickému vývoju). Prešov, 2006. ISBN 80-8068-523-1
- Sociálno-politická, etická, kultúrno-civilizačná a humanistická relevantnosť Kantovej filozofickej iniciatívy. Prešov: Filozofická fakulta v Prešove, Prešovská univerzita, 2006. ISBN 80-8068-524-X.
- Dejinný rozmer filozofie osvietenstva. MANACON, Prešov, 1998. ISBN 80-85668-75-0.
- Kantova filozofia dejín. PVT Bratislava a. s., divízia Prešov, 1994. ISBN 80-967031-6-1.
- Dejiny filozofie (Vladimír Leško, František Mihina, Rudolf Dupkala, Oľga Sisákova, Ľubomír Belás). Bratislava, IRIS. 1. vyd. (1993), 2. vyd. (1993), 3. vyd. (1996), 4. vyd. (1999). ISBN 978-80-7097-163-5
- Dejiny filozofie: antika, stredovek, renesancia. Košice: Rektorát UPJŠ, 1992. ISBN 80-7097-179-7
- Úvod do filozofie. Prešov: Rektorát UPJŠ v Košiciach, 1992. ISBN 80-7097-207-6.
- Kritika praktického rozumu. Bratislava: NAKLADATEĽSTVO SPEKTRUM, 1990. ISBN 80-218-0051-8.
- Náboženstvo a politika (Ľubomír Belás, Rudolf Dupkala), Bratislava, 1983.

### Studie
- The impact of the public sector on the quality of the business environment in the SME segment (Jaroslav Belás, Ľubomír Belás, Martin Čepel, Zoltán Rózsa). In: Administratie si Management Public, č. 32, 2019, s. 18–31.
- Súčasný civilizačný kontext – príležitosť sociálneho kriticizmu z aspektu dôsledkov transformácie po roku 1989. In: Svet v bode obratu: o protirečivosti vývoja civilizácie v 20. a na začiatku 21. storočia (Peter Dinuš, František Novosád, Richard Sťahel). Bratislava: Veda, vydavateľstvo Slovenskej akadémie vied, 2019. ISBN 978-80-224-1768-6, s. 92–106.
- Reflexionen der Philosophie Kants in der Slowakei 1945-1989 (Ľubomír Belás, Ľudmila Belásová). In: Studia Philosophica Kantiana : filozofický časopis pre kriticko-rekonštrukčné uvažovanie. roč. 7, č. 1, 2018, s. 30–55.
- Contemporary society in the context of Kant`s practical philosophy (Ľubomír Belás, Ľudmila Belásová). In: Filosofija. Sociologija. Vol. 28, no.  3, 2017, s. [204]–211.
- Relative efficiency of government expenditure on secondary education (Beáta Gavurová, Kristína Kočišová, Ľubomír Belás ... [et al.].) In: Journal of international studies. Vol. 10, no.  2, 2017, s. 329–343.
- Kant`s ethics as practical philosophy: on philosophy of freedom. In: Ethics & Bioethics (in Central Europe). Vol. 7, no.  1–2, 2017, s. 25–33.
- Angehrnova reflexia Kantovej filozofie dejín. In: Studia philosophica Kantiana. Roč. 5, č. 1, 2016, s. 65–81.
- Problematika občianstva v diele I. Kanta (Ľubomír Belás, Ľudmila Belásová). In: Studia philosophica Kantiana. Roč. 5, č. 2, 2016, s. 39–50.
- Zum Problem des modernen Menschen. Vom Gesichtspunkt des genetischen Zugangs. In: Ruch filozoficzny. Vol. 72, no.  4 2016, s. [27]–53.
- Kant a Machiavelli: historicko-filozofická analýza a komparácia. In: FILOZOFIA, 2015, roč. 70, č. 1, s. 75–78.
- Kant und das Problem der Revolution. Ein Versuch der Annäherung an historische Wahrheit. In: Immanuel Kant und die kopernikanische Wende in der Philosophie. Toruň : Wydawnictwo Naukowe Uniwersytetu Mikołaja Kopernika, 2015, ISBN 978-83-231-3480-0. s. 101–116.
- Kantova praktická filozofia v kontexte súčasnosti. In: Studia philosophica Kantiana. Roč. 4, č. 2, 2015, s. 3–15.
- Filozofia - kritika - súčasná spoločnosť. In: Sofia: časopis filozofov slovanských krajín. No 15, 2015, s. [155]–170.
- K problematike (ne)zodpovednosti politikov. Na báze Kantovej špecifickej metodológie dejín. In: 12. kantovský vedecký zborník. Prešov : Prešovská univerzita v Prešove, 2015. ISBN 978-80-555-1453-6, s. 7–24
- Kant a problém nového začiatku dejín. In: Studia philosophica Kantiana. Roč. 3, č. 2, 2014, s. 49–56.
- Muľtikuľturalizm v globalizirujuščemsja mire. In: Vestnik Vjatskogo gosudarstvennogo universiteta : naučnyj žurnal. No. 7, 2014, s. 6–10
- Reason, truth, and revolution. Some actual remarks based on Kant’s work The Contest of Faculties. In: Elektronnoje naučnoje izdanije Aľmanach Prostranstvo i Vremia. ISSN 2227-9490. - T. 7, vyp. 1, 2014
- 11. kantovský vedecký zborník (eds. Ľubomír Belás, Sandra Zákutná). Prešov: Prešovská univerzita v Prešove, 2014.
- Person in modern society: interdisciplinary problematic analysis. In: Gumanitarnyje nauki : vestnik Financovogo universiteta : naučno-obrazovateľnyj žurnal. No. 2 (10), 2013, s. 124–129.
- Descartes - Komenský - Kant (pokus o historicko-filozofickú komparáciu). In: Jan Amos Komenský a súčasná predškolská a elementárna edukácia. Prešov: Vydavateľstvo Prešovskej univerzity, 2013. ISBN 978-80-555-1023-1. s. 74–88.
- Kultúrno-výchovný aspekt Kantovej filozofie dejín (Ľubomír Belás, Ľudmila Belásová). In: Studia philosophica Kantiana. Roč. 2, č. 2, 2013, s. 63–74.
- Rozum, pravda a revolúcia. Niekoľko aktualizujúcich poznámok na báze Kantovho spisu Spor fakúlt. In: 10. kantovský vedecký zborník. Prešov : Filozofická fakulta Prešovskej univerzity v Prešove, 2013, ISBN 978-80-555-0835-1. s. 13–22.
- Machiavelli a Kant o podobách moci. In: Morálka, etika a politika. Kolín: Nezávislé centrum pro studium politiky, 2013. ISBN 978-80-86879-41-3. s. 47–57.
- Kantova filozofia kultúry a fenomén multikulturalizmu. In: Studia philosophica Kantiana. Roč. 1, č. 1, 2012, s. 43–49.
- Filosofija istorii Kanta i osmyslenije globaľnogo mira. In: Geopolitika : teorija, istorija, praktika : trudy meždunarodnoj naučno-praktičeskoj konferencii. Moskva : Prostranstvo i vremja, 2012. s. 46–50.
- Od občianskej spoločnosti a politického spoločenstva k morálnemu celku. Ku Kantovým sociálno-teoretickým názorom. In: Studia philosophica Kantiana. Roč. 1, č. 2, 2012, s. 37–49.
- Politická antropológia N. Machiavelliho. In: Filozofická antropológia a ontológia ľudskej existencie. Prešov : Filozofická fakulta Prešovskej univerzity v Prešove, 2012, ISBN 978-80-555-0670-8. s 95–103.
- Kantova filozofia politiky. In: Sofia: časopis filozofov slovanských krajín. no 12, 2012, s. [125]–134.
- Kant i problema graždanskogo obščestva (Ľubomir Belas, Ľudmila Belasova). In: Evoľucija graždanskogo obščestva: filosofskaja refleksija: sbornik naučnych trudov. Moskva: Finansovyj universitet, 2012. ISBN 978-5-7942-0961-7. s. 75–80.
- 9. kantovský vedecký zborník (eds. Ľubomír Belás, Peter Kyslan, Sandra Zákutná). Prešov: Filozofická fakulta Prešovskej univerzity, 2012
- Kantov koncept filozofie dejín a transcendentalizmus. In: Filozofia Kanta i jej recepcja. Katowice : Wydawnictwo Uniwersytetu Slaskiego, 2011, ISBN 978-83-226-2030-4.
- Moc a cnosť v Machiavelliho diele Vladár. In: Sociokuľturnyje problemy sovremennogo čeloveka. Novosibirsk: Izd. NGPU, 2011. ISBN 978-5-85921-811-0. s. 3–9.
- Modern man as a philosophical problem? In: Filosofskoje obrazovanije : naučno-obrazovateľnyj žurnal. no.  1 (23), 2011.
- Dejiny, kultúra a politika vo filozofickom odkaze I. Kanta. In: Návraty ku Kantovi. Prešov, 2011.
- Modern man as philosophical problem? In: Filosofskoje obrazovanije. No 1(23). Moskva 2011, s. 3–21
- Kantov koncept filozofie dejín a transcendentalizmus. In: Filozofia Kanta i jej recepcja. Wydawnictwo Universytetu Ślaskiego. Katowice 2011, s. 143–158.
- 8. kantovský vedecký zborník (Ľubomír Belás, Eugen Andreanský (eds.). Prešov: Filozofická fakulta Prešovskej univerzity, 2011
- Kantova etika v kontexte dejín. In: Humanum: miedzynarodowe studia spoleczno-humanistyczne. no.  4, 2010, s. 39–49.
- Kant a dejiny filozofie. In: Dejiny filozofie ako filozofický problém. Košice: Univerzita Pavla Jozefa Šafárika v Košiciach, 2010. ISBN 978-80-7097-860-3. s. 139–151.
- Kant an der Philosophischen Fakultät der Universität Prešov. In: Kant-Studien: philosophische Zeitschrift der kant-gesellschaft. ISSN 0022-8877, 2010, s. 101–104.
- Kantov kultúrny svet a dejiny. In: 7. kantovský vedecký zborník. Prešov: Filozofická fakulta Prešovskej univerzity v Prešove, 2010. ISBN 978-80-555-0274-8. s. 20–32.
- Vlasť i dobrodeteľ v "Gosudare" Makiavelli. In: Vestnik Rossijskogo universiteta družby narodov. Serija filosofija. no 1, 2010, s. 45–56.
- K problematike muľtikuľturalizma v kontekste filosofii istorii Kanta. In: Vestnik Rossijskogo universiteta družby narodov. Serija filosofija. no.  2, 2010, s. 5–14.
- Kant an der Philosphischen Fakultät der Universität Prešov (A. K.). In: KANT-STUDIEN. BAND 101. HEFT 1, s. 101–104.
- Človek a dejinný rozmer moralizácie. In: Člověk - dějiny - hodnoty IV (jako filozofický, sociologický a politologický problém). Ostrava: Ostravská univerzita v Ostravě, 2009. ISBN 978-80-7368-725-0. s. 28–36.
- Moc a cnosť v Machiavelliho diele Vladár. In: Genologické a medziliterárne štúdie: priesečníky umenia a vedy. Prešov : Filozofická fakulta Prešovskej univerzity v Prešove, 2009. ISBN 978-80-8068-964-3. s. 375–394.
- Kantove úvahy o svetoobčianstve. In: Človek - dejiny - kultúra III. Prešov : Filozofická fakulta Prešovskej univerzity, 2009. ISBN 978-80-555-0015-7. s. 23–36.
- Význam vyučovania filozofie na univerzite (podľa Kanta). In: Človek - dejiny - kultúra III. Prešov: Filozofická fakulta Prešovskej univerzity, 2009. ISBN 978-80-555-0015-7. s. 50–60.
- Kanta narracja o kosmopolityzmie w kontekscie globalizacji. In: Filozofia wobec globalizacji. Katowice: Oficyna Wydawnicza Waclaw Walasek, 2009.
- Muľtikuľturalizm v globalizirujuščemsia mire i projekt Kanta "k večnomu miru" (Ľudmila Belasová, Ľubomir Belas). In: Sovremennyje problemy filosofii i sociaľno-gumanitarnych nauk : sbornik naučnych statej. Vypusk 23. Moskva: Rossijskoje filosofskoje obščestvo, 2009. ISBN 978-5-9296-0497-3. s. 41–50.
- Kant a Hegel o osvietenstve. In: FILOZOFIA. 64. 2009, č. 6. s. 584–591
- Kantov planetarizmus a fundamentálne problémy súčasnosti. In: Človek - dejiny - kultúra II. Prešov: Filozofická fakulta Prešovskej univerzity, 2008. ISBN 978-80-8068-869-1. s. 33–45.
- Osvietenstvo ako filozofický problém - Kant a Hegel. In: Hegelova Fenomenológia ducha a súčasnosť. Košice: Filozofická fakulta UPJŠ, 2008. ISBN 978-80-7097-709-5. s. 151–177.
- Moderný človek ako filozofický problém? In: Reformulácie antropologickej otázky v súčasnej filozofii II. (Oľga Sisáková, Marián Cehelník Eds.). Prešov: Filozofická fakulta Prešovskej univerzity, 2008. ISBN 978-80-8068-904-9. s. 9–28.
- Kant a problém politiky. In: FILOZOFIA. 63, č. 2 2008, s. 131–143.
- Kantovskij projekt filosofskogo postiženija istorii. In: Vestnik Rossijskogo universiteta družby narodov. Serija filosofija. Roč. 14, no 2, 2007, s. 47–55.
- K problematike vzťahu filozofickej antropológie a filozofie dejín. In: Reformulácie antropologickej otázky v súčasnej filozofii. Prešov : Filozofická fakulta PU, 2007. ISBN 978-80-8068-649-9. s. 102–112.
- Pojem a názor (obraz) vo filozofickom texte. Na príklade Kanta. In: Teória umeleckého diela: literárnovedné a spoločenskovedné súvislosti, vzťahy a dotyky. Prešov : Filozofická fakulta Prešovskej univerzity v Prešove, 2007. ISBN 978-80-8068-610-9. s. 155–161.
- Je moderný človek (občan) svojprávny? Metz a Habermas o Kantovom variante osvietenstva. In: Človek - dejiny - kultúra. Prešov : Filozofická fakulta Prešovskej univerzity, 2007. ISBN 978-80-8068-705-2 s. 104–119.
- Kant a Smith (skrytý plán prírody ako neviditeľná ruka) (Jaroslav Belás, Ľubomír Belás). In: Sociálno-politická, etická, kultúrno-civilizačná a humanistická relevantnosť Kantovej filozofickej iniciatívy. Prešov: Filozofická fakulta PU, 2006. ISBN 80-8068-524-X. s. 172–183.
- Hume a Kantova filozofia dejín. In: FILOZOFIA. 61, č. 4, 2006, s. 281–294.
- Politická stratégia a technika moci v Kantovej filozofii dejín. In: Sociálno-politická, etická, kultúrno-civilizačná a humanistická relevantnosť Kantovej filozofickej iniciatívy. Prešov: Filozofická fakulta PU, 2006, ISBN 80-8068-524-X. s. 97–122.
- Relevantný Kant. In: Sociálno-politická, etická, kultúrno-civilizačná a humanistická relevantnosť Kantovej filozofickej iniciatívy. Prešov : Filozofická fakulta PU, 2006. ISBN 80-8068-524-X, s. 3–6.
- Sociálne dôsledky Kantovej etiky. In: FILOZOFIA. 60, č. 4, 2005, s. 254–268.
- K počiatkom a genéze moderného politického sveta a človeka (Jaroslav Belás, Ľubomír Belás). In: Filozofia - veda - hodnoty. Prešov : Filozofická fakulta Prešovskej univerzity, 2005. ISBN 80-8068-365-4. s. 159–165.
- Filozofia, kritika a kultúra. In: Filozofia - veda - hodnoty II. (Ed. Oľga Sisáková). Prešov : Filozofická fakulta Prešovskej univerzity, 2005. ISBN 80-8068-414-6. s. 33–41.
- N. Waszek a Kantova filozofia dejín z pohľadu jej základných inšpiratívnych zdrojov. In: Kantov odkaz v kontexte filozofickej prítomnosti. Prešov : Filozofická fakulta Prešovskej univerzity, 2005. ISBN 80-8068-386-7. s. 77–93.
- Kant a liberalizmus (Jaroslav Belás, Ľubomír Belás). In: Kant a súčasnosť. Prešov : Filozofická fakulta Prešovskej univerzity, 2004. ISBN 80-8068-305-0. s. 162–176.
- Filozof jasu rozumu. In: Kant a súčasnosť. Prešov : Filozofická fakulta Prešovskej univerzity, 2004. ISBN 80-8068-305-0. s. 3–10.
- Kantov model filozofie dejín v kontexte celku jeho filozofovania. In: Kant a súčasnosť. Prešov: Filozofická fakulta Prešovskej univerzity, 2004, ISBN 80-8068-305-0. s. 108–125.
- Vladár a technika politiky. In: FILOZOFIA. 59, č. 1, 2004, s. 1–7.
- Machiavelli a doba renesancie. In: FILOZOFIA. 58, č. 3, 2003, s. 181–187.
- Dejiny - filozofia - dejinnosť (Gadamerov pohľad na Historische Einstellung novšej nemeckej filozofie). In: Filozofia dejín filozofie III. : Gadamer a dejiny filozofie (ed. Vladimír Leško). Prešov: Filozofická fakulta Prešovskej univerzity, 2003. ISBN 80-8068-164-3. s. 121–128.
- Descartes a doktor Vladárov. In: FILOZOFIA. 57, č. 1, 2002, s. 21–30
- Jaspersova interpretácia Kantovho mierového projektu. In: Človek, kultúra, hodnoty. Bratislava : Iris, 2002. ISBN 80-89074-07-3. s. 101–105.
- Kant a problém vyučovania filozofie. In: Zborník Filozofickej fakulty Univerzity Komenského. Philosophica XXXIII : filozofia v škole, filozofia v živote. Bratislava : Univerzita Komenského, 2002. s. 129–132.
- Filozofia ako veda a filozofia ako osvietenstvo : (k úvahám H. Schnädelbacha o súčasnej pozícii filozofie). In: Veda vo filozofickej reflexii III. Prešov : Filozofická fakulta Prešovskej univerzity, 2002. ISBN 80-8068-151-1. s. 46–51.
- Jaspersova reflexia vedy na pozadí jeho analýzy osvietenstva. In: Veda vo filozofickej reflexii II. Prešov : Filozofická fakulta PU, 2001. ISBN 80-8068-084-1. s. 104–109.
- Problém mieru v kontexte Kantovej filozofie dejín [The problem of peace in Kant`s philosophy of history]. In: FILOZOFIA. 56, č. 2, 2001, s. 75–81.
- Metafyzika dejín - nový smer Kantovho kriticizmu [The metaphysics of history - a new turn Kant`s criticism]. In: FILOZOFIA. 55, č. 3, 2000, s. 229–241.
- Dejiny a spoľahlivá cesta vedy. In: Veda vo filozofickej reflexii I. Prešov : Filozofická fakulta Prešovskej univerzity, 2000. ISBN 80-89040-03-9. s. 36–47.
- Rousseau, Kant a Cassirer. In: Filozofia dejín filozofie II. : filozofické reflexie dejín filozofie 20. storočia. Prešov : Filozofická fakulta PU, 1999. ISBN 80-88722-67-5. s. 121–133.
- Kant a filozofia dejín. In: Slovenská a česká filozofia na prelome tisícročí (František Mihina, Viera Bilasová, Rudolf Dupkala). Prešov : Filozofická fakulta PU, 1999. ISBN 80-88885-66-3. s. 174–192.
- Kant a osvietenstvo. In: FILOZOFIA. 54, č. 7, 1999, s. 457–463.
- Cassirerova a Strasserova reflexia Kantovej filozofie dejín. In: Filozofia dejín filozofie II. : filozofické reflexie dejín filozofie 20. storočia. Prešov : Filozofická fakulta PU, 1999. ISBN 80-88722-67-5. s. 135–146.
- Kant a osud metafyziky. In: FILOZOFIA. 53, č. 3, 1998, s. 137–145.
- Mýtus, alebo realita? In: Nové slovo. roč. 8, č. 6, 1998, s. 35.
- Rousseau, Kant a problém spoločenskej zmluvy. In: FILOZOFIA. 53, č. 5 , 1998, s. 299–305.
- Rousseau a Kantova praktická filozofia [Rousseau's and Kant's practical philosophy]. In: Filozofia výchovy a problémy vyučovania filozofie : zborník z príspevkov z 2. výročného stretnutia SFZ v Banskej Bystrici 17.-19. septembra 1998. Bratislava : Slovenské filozofické združenie, 1999. ISBN 80-88778-86-7. s. 116–128.
- Cassirerova historickofilozofická reflexia osvietenstva. In: Filozofia dejín filozofie II. : filozofické reflexie dejín filozofie 20. storočie. Prešov : Filozofická fakulta PU, 1999. ISBN 80-88722-67-5. s. 109–119.
- Kant a Hegelove Dejiny filozofie. In: Filozofia dejín filozofie I.: filozofické reflexie dejín filozofie 19. storočia. Prešov : Filozofická fakulta PU, 1998. ISBN 80-88885-51-5. s. 57–65.
- Historickofilozofické predpoklady Pichtovej filozofie dejín. In: Filozofia dejín filozofie I : filozofické reflexie dejín filozofie 19. storočia. Prešov : Filozofická fakulta PU, 1998. ISBN 80-88885-51-5. s. 161–170.
- Kantova idea všeobecných dejín a kríza autonómneho rozumu. In: Kríza filozofie a metafyziky - zrkadlo filozofie krízy : pojem krízy - filozofia, veda, spoločnosť. Prešov : Filozofická fakulta PU, 1998. ISBN 80-88885-54-X. s. 141–149.
- Windelbandova koncepcia dejín filozofie v práci Lehrbuch... In: Filozofia dejín filozofie I : filozofické reflexie dejín filozofie 19. storočia. Prešov : Filozofická fakulta PU, 1998. ISBN 80-88885-51-5. s. 133–141.
- K predpokladom chápania modernej európskej občianskej spoločnosti. In: Slovakia and Europe : (volume II). Brusel : Prolingua, 1997, s. 117–128.
- "Dejinný svet" filozofie 18. storočia. In: FILOZOFIA. 52, č. 4, 1997, s. 209–216.
- Rousseau, Kant a problém človeka. In: FILOZOFIA. 52, č. 8, 1997, s. 501–506.
- Kant, Descartes a problém rozumu. In: Descartes a súčasnosť. Prešov: Filozofická fakulta UPJŠ, 1996.ISBN 80-88722-19-5. s. 81–90.
- Rozvoj ľudskej podstaty. In: Historická revue : časopis o dejinách spoločnosti. roč. 6, č. 8, 1995, s. 22–23.
- Dejinné vykročenie Kantovej morálky. In: FILOZOFIA. 50, č. 5, 1995, s. 266–273.
- Kantova filozofia dejín a "praktický rozum". In: FILOZOFIA. 49, č. 2, 1994, s. 72–77.
- Filozofia, dejiny a veda : (k filozofii dejín I. Kanta). In: FILOZOFIA. 48, č. 9, 1993, s. 537-545.[10]
- Náboženstvo, politika a súčasnosť. In: Ateizmus, 1987.
- Je náboženstvo apolitické? In: Ateizmus, 1986.
- Náboženstvo v súčasnej buržoáznej spoločnosti ( Ľubomír Belás ; L. N. Velikovič). In: Ateizmus, 1986.
- Ideológia a politika kresťanskej demokracie (Ľubomír Belás ; Stanislav Markiewicz). In: Ateizmus, 1983
- Antikomunizmus a náboženstvo. In: Ateizmus, 1983.